# Phänomenologie
Die Phänomenologie (von altgriechisch φαινόμενον phainómenon, deutsch ‚Sichtbares, Erscheinung‘ und λόγος lógos, ‚Rede‘, ‚Lehre‘) ist eine philosophische Strömung, deren Vertreter den Ursprung der Erkenntnisgewinnung in unmittelbar gegebenen Erscheinungen, den Phänomenen, sehen.
Die verschiedenen phänomenologischen Ansätze in der Literatur, der Philosophie oder der Naturwissenschaft unterscheiden sich in der Art, wie sie mit Phänomenen umgehen. Gemeinsam ist ihnen der Anspruch, Phänomene als Erscheinungen eines unmittelbar Gegebenen zu beschreiben. Die Phänomenologie wurde Anfang des 20. Jahrhunderts maßgeblich von Edmund Husserl geprägt.

## Begriffsgeschichte
Das Wort „Phänomen“ beschreibt schon im Altgriechischen eine Erscheinung (siehe hierzu die Etymologie von Phänomen), womit ein mit den Sinnen wahrnehmbares einzelnes Ereignis gemeint ist. Die Bedeutung solcher Phänomene ist durch die Schule der Skeptiker vorbereitet worden, die sich als Rückschlag auf den metaphysischen Dogmatismus der vorhergehenden philosophischen Schulen wie etwa der des Parmenides von Elea versteht. Der Begriff „Phänomenologie“ oder „phänomenologisch“ geht auf das 18. Jahrhundert zurück und findet sich bei Friedrich Christoph Oetinger (Philosophie der Alten), sowie bei Johann Heinrich Lambert (Über die Methode, die Metaphysik, Theologie und Moral richtiger zu beweisen, 1762). Dies als Begriff einer Phaenomenologia oder optica transcendentalis. In Lamberts Schrift Neues Organon oder Gedanken über die Erforschung und Bezeichnung des Wahren und dessen Unterscheidung von Irrtum und Schein, Teil 4: Phänomenologie oder Lehre vom Schein (1764) wird die Notwendigkeit einer Lehre vom Schein oder Anschein nebst einer Lehre von den Denkgesetzen und einer solchen von den Zeichen als Instrumente der Wahrheitssuche postuliert.
Kant gebraucht den Begriff ebenfalls zur Benennung einer Lehre von den Grenzen der Rezeptivität. Daraus entstand unter anderem seine Kritik der reinen Vernunft.
Des Weiteren steht der Begriff im Werk Hegels, besonders in der Phänomenologie des Geistes, für das werdende Wissen, d. h. die Formen, in denen Gegenstände überhaupt im Bewusstsein erscheinen können, mithin die Gesamtheit der Erscheinungen des Geistes in Bewusstsein, Geschichte und Denken. Die Phänomenologie des Geistes versteht sich als Wissenschaft der Erfahrung des Bewusstseins, welches zunächst noch absolute Unmittelbarkeit (bloße sinnliche Anschauung einer vom Subjekt abgespaltenen Wirklichkeit) ist, später zum absoluten Wissen zurückkehrt (in dem das tätige Subjekt und das Objekt zusammenfallen). Hegel zielt damit gegen die naive Annahme der vorkritischen Philosophie, dass der Gegenstand die Erkenntnis bestimmt, aber ebenso auf die Beseitigung der von Kant postulierten Kluft zwischen dem Subjekt der Erkenntnis und ihrem Gegenstand, dem Ding an sich, das von Kant als unerkennbar angesehen und der bloßen Erscheinungswelt zugeordnet wird. Eine wichtige Rolle in diesem Vermittlungsprozess zwischen Subjekt und Objekt spielt – anders als der neuere Begriff der Phänomenologie suggeriert – die konkrete Tätigkeit des Menschen.
Franz Brentano verwendete alternativ den Begriff phänomenologische oder deskriptive Psychologie. Eigenständige philosophische Methode wird die Phänomenologie erst durch Edmund Husserl Anfang des 20. Jahrhunderts.

## Phänomenologie Husserls
Ziel Husserls ist es, die Philosophie als „erste Wissenschaft“ (Prima philosophia) zu rehabilitieren. Nach Husserl kann nur eine phänomenologische Philosophie den Vorbedingungen einer wahrlich strengen Wissenschaft genügen, weil eine naturalistische oder experimentelle Philosophie auf Vorurteilen und Existenzannahmen basiert, also sich nicht an den „Sachen selbst“ orientiert. Diese Orientierung charakterisiert die gesamte Strömung der Phänomenologie. Sie soll sicherstellen, dass sich die Wissenschaften nur von Evidenzen leiten lassen, die dem unmittelbaren Bewusstseinserleben entstammen.
Husserl stellt diesen Zusammenhang in einem Artikel in der Encyclopædia Britannica 1927 folgendermaßen dar:

„Phänomenologie bezeichnet eine an der Jahrhundertwende in der Philosophie zum Durchbruch gekommene neuartige deskriptive Methode und eine aus ihr hervorgegangene apriorische Wissenschaft, welche dazu bestimmt ist, das prinzipielle Organon für eine streng wissenschaftliche Philosophie zu liefern und in konsequenter Auswirkung eine methodische Reform aller Wissenschaften zu ermöglichen.“

In diesem Artikel werden drei wesentliche Aspekte der Phänomenologie Husserls genannt:
- Deskription als Methode
- Apriorität der Phänomenologie (wissenschaftlicher Anspruch)
- Fundament für alle anderen Wissenschaften

Diese drei Aspekte sind für alle folgenden Phänomenologen verbindliche Strukturmerkmale der Phänomenologie – auch wenn sie in der Weiterentwicklung der Phänomenologie und der Wandlung der phänomenologischen Forschungsgemeinde deutlicher Kritik unterzogen wurden.

### Wurzel der Phänomenologie

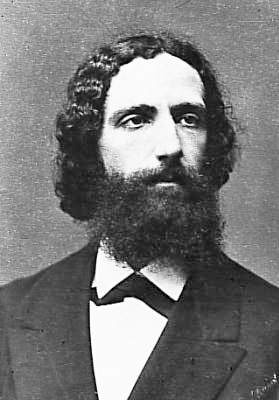
Franz Brentano

Husserls Phänomenologie ist stark beeinflusst von Franz Brentanos deskriptiver Psychologie, die ebenfalls psychische Phänomene unabhängig von den sie erzeugenden physischen Reizen beschreibt. In Abgrenzung zu einer empirischen Psychologie hatte Brentano den Begriff des intentionalen Bewusstseins gebildet. Dies ist Ausdruck der Überzeugung, dass Bewusstsein niemals ohne Bezug auf etwas ist: Bewusstsein ist immer Bewusstsein von etwas.

„Jedes psychische Phänomen ist durch das charakterisiert, was die Scholastiker des Mittelalters die intentionale (auch wohl mentale) Inexistenz eines Gegenstandes genannt haben, und was wir, obwohl mit nicht ganz unzweideutigen Ausdrücken, die Beziehung auf einen Inhalt, die Richtung auf ein Objekt (worunter / hier nicht eine Realität zu verstehen ist), oder die immanente Gegenständlichkeit nennen würden. Jedes enthält etwas als Objekt in sich, obwohl nicht jedes in gleicher Weise. In der Vorstellung ist etwas vorgestellt, in dem Urteile ist etwas anerkannt oder verworfen, in der Liebe geliebt, in dem Hasse gehasst, in dem Begehren begehrt usw. Diese intentionale Inexistenz ist den psychischen Phänomenen ausschließlich eigentümlich. Kein physisches Phänomen zeigt etwas Ähnliches.“

Diese trivial anmutende Entdeckung ebnet den Weg zu einem der grundlegenden philosophischen Probleme – der Spaltung der Welt in Subjekt und Objekt. Auf Grundlage des intentionalen Charakters des Bewusstseins konnte dieses Problem aus einer neuen Perspektive bearbeitet werden.
Auch Brentano ging davon aus, dass sich die Grundlagen der Logik nicht in einer naturalistischen Psychologie begründen lassen. Husserl greift diesen Aspekt auf und weitet diesen Gedanken der deskriptiven Psychologie Brentanos aus zu einer transzendentalen Phänomenologie, welche die Möglichkeiten von Bewusstseinsakten überhaupt erklären will.

### Die Psychologismuskritik
Die philosophische Ausgangslage Husserls war die zu seiner Zeit herrschende Annahme, dass Wahrheiten relativ betrachtet werden müssen und sich nur in ihrer jeweiligen historischen Form zeigen (Historismus) oder aber Produkt einer naturalistisch gedachten Psyche sind (Psychologismus). Philosophie wäre dann keine Form der Erkenntnisgewinnung mehr und hätte diese Aufgabe an die Psychologie abzugeben. Dieser Auffassung setzte Husserl seine Kritik des Psychologismus entgegen. Nach Husserl ist die These des Psychologismus, die Logik sei ein Teil der Psychologie, da diese sich als Wissenschaft der Psyche auch mit den Denkgesetzen beschäftige, falsch. Demnach wäre Logik die Lehre vom Denken, Schlussfolgern und Urteilen und ein Spezialfall der psychischen Fähigkeiten.
Husserl widerspricht dieser Auffassung in doppelter Hinsicht. Zunächst zeigt er auf, dass die Konsequenz des Psychologismus eine bloße Relativität logischer Gesetze zur Folge hätte. So würde der Satz vom Widerspruch zu einer bloßen Wahrscheinlichkeit werden, da empirische Regeln keine Allgemeingültigkeit beanspruchen können.
Ein weiteres Problem betrifft die Denkakte und deren Richtigkeit. Wenn die Gesetze der Logik rein empirischer Natur wären, abgeleitet aus den Denkgesetzen, sei damit noch nicht geklärt, dass diese auch richtig wären. So gibt es durchaus logisch falsche Urteile, die ebenfalls dem Denken entspringen. Somit kann das Kriterium der Richtigkeit nicht im Denken selbst liegen, es sei denn, falsche Urteile würden einer anderen Denkabfolge unterliegen, wobei dann wiederum die Frage bliebe, was denn nun das Kriterium für richtige oder falsche Denkabfolgen sei. Husserl ist der Überzeugung, dass der Psychologismus letztlich die Denkinhalte, z. B. das Urteil, nicht vom Denkverlauf, dem Urteilen selbst unterscheidet. Damit ist das Urteilen selbst real, während der Urteilsinhalt ideal ist. Diese Unterscheidung zwischen Inhalt und Denkakt, zwischen „Genesis“ und „Geltung“, wird in der Folge der Phänomenologie konstitutiv bleiben.

### Freie Variation
Methodisch am weitesten verbreitet ist die freie Variation, die dem deskriptiven Vorgehen der Phänomenologie am nächsten ist. Durch freie Variation in der Phantasie können unterschiedliche, aber einander gleichende Sachen vorgestellt werden. Jede dieser Sachen wird nur vom logisch Möglichen begrenzt, nicht von ihrer Existenzmöglichkeit (Beispiel: Goethes Konzept der Urpflanze). In dieser freien Variation können dann Konstanten entdeckt werden, in denen sich die unterschiedlichen Varianten „decken“, z. B. sind Scharlach und Bordeaux zwar unterschiedliche Farbtöne, beide aber doch rot. Es ist diese Deckung, diese Identität in der eidetischen Variation, welche diejenige Allgemeinheit ergibt, die Husserl mit dem Begriff „Idee“ bezeichnet. Das Husserlsche eidos ist ohne seine Metaphysik eine platonische Idee. Es ist das Wesen, eine Allgemeinheit, die anschaulich, intuitiv gegeben ist. Wichtig dabei ist der Unterschied zwischen empirischer Generalisation und dieser Ideation: Empirische Anschauung ist immer begrenzt, während reine eidetische Variation unendlich ist, da sie nicht nur das aktuell Existierende schaut, sondern alle logischen Möglichkeiten in Anspruch nimmt. Wenn nach Husserl die Philosophie strenge Wissenschaft sein soll, so benötigt sie diese Universalität und die durch sie gegebene Möglichkeit einer letzten Begründung, welche die Phänomenologie ist.

### Intentionalität des Bewusstseins
Intentionalität ist der zentrale Begriff der Phänomenologie Husserls überhaupt. Er greift die in der Psychologismuskritik schon angedeutete Problematik von Subjekt und Objekt wieder auf. Mit Intentionalität ist die Tatsache gemeint, dass unser Bewusstsein immer auf etwas gerichtet ist, also ein Bewusstsein „von etwas“ ist. Diese Bezeichnung lässt sich in der Betrachtung eines Phänomens verdeutlichen: Alltägliche Wahrnehmungen, wie das Wahrnehmen von Personen oder Gegenständen, vollziehen sich in einer nicht reflektierten Einstellung, die nicht die Sinnhaftigkeit der Person oder Sache in Frage stellt. Husserl geht nun davon aus, dass diese Sinnhaftigkeit etwas ist, das wir den Sachen beilegen. Ein Beispiel dafür ist die so genannte Täuschung. Schauen wir uns eine Schaufensterpuppe in einem Schaufenster an, vor dem wir stehen, so kann es geschehen, dass wir überrascht bemerken, dass es sich nicht um eine Puppe, sondern um einen Menschen gehandelt hat. In diesem Augenblick – und dies ist der Zeitpunkt, in dem die Täuschung umschlägt – verändert sich der Sinn dieser Figur. So verhalte ich mich z. B. nicht mehr so, als sei ich unbeobachtet.

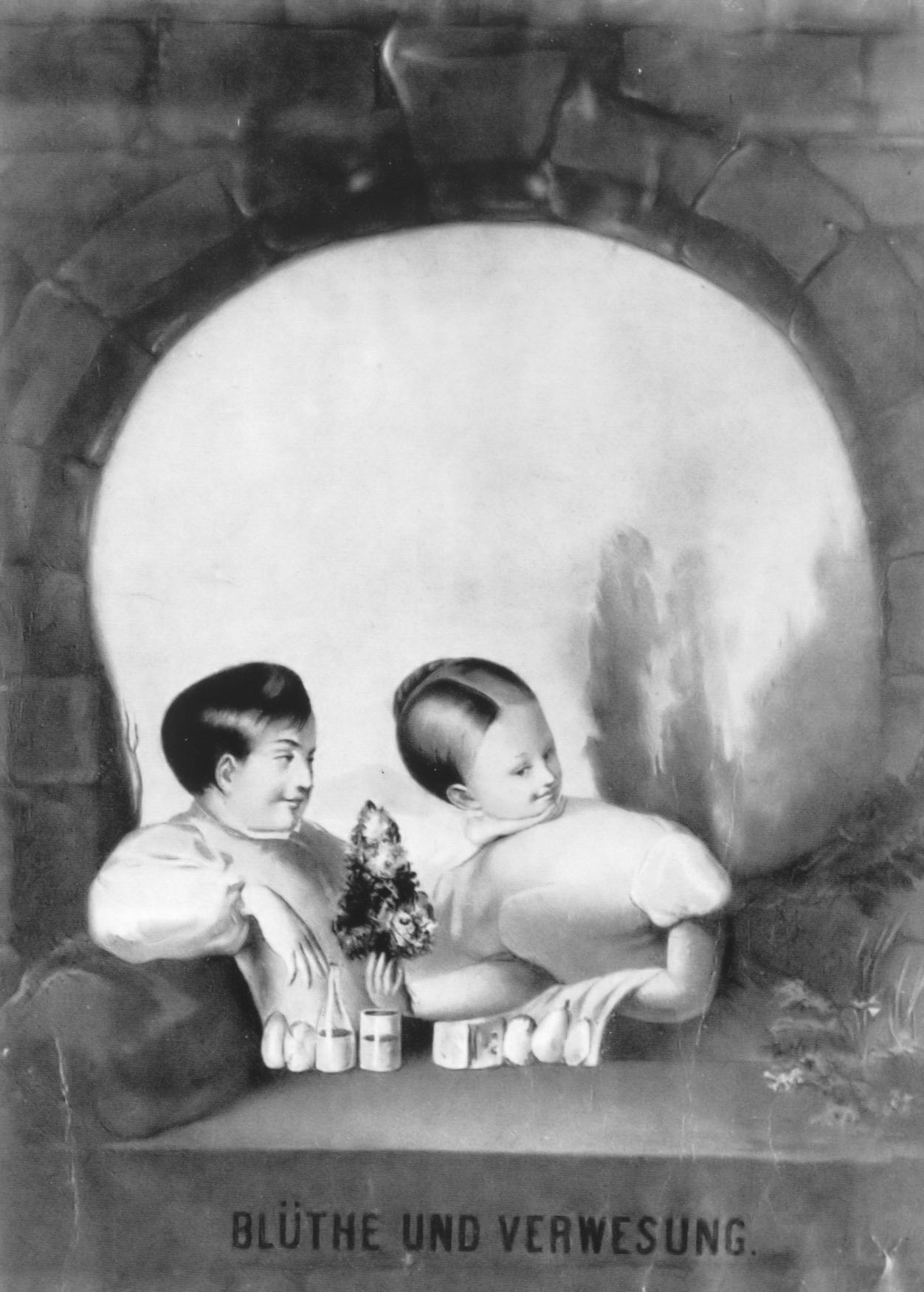
Vexierbild eines Totenkopfs, 19. Jahrhundert

Edmund Husserl spricht in seinen Ideen zu einer reinen Phänomenologie und phänomenologischen Philosophie (auch Ideen I) von Noesis und Noema als Grundmomenten der Gegenstandskonstitution und somit als der Grenze des Sagbaren. „Noesis“ bedeutet dabei, wie sich der Bewusstseinsakt auf seinen Gegenstand bezieht (glauben, wollen, hassen, lieben) und „noema“, wie der Gegenstand durch diese noetischen Akte erscheint (das jeweils Geglaubte, Gewollte, Gehasste, Geliebte).
So ist z. B. das Noema der Wahrnehmung eines Baumes das „Baumwahrgenommene“. Dieses unterscheidet sich aber nun fundamental vom Baum, der z. B. verbrennen kann, während die Baumwahrnehmung das nicht kann, da sie keine realen Eigenschaften besitzt. Allerdings besitzt die Baumwahrnehmung ihre eigene gegenständliche Sinnhaftigkeit: beispielsweise können Bäume wachsen, sind anzufassen. Der Baum wird also als etwas aufgefasst, das so und so strukturiert ist. Dass wir etwas als etwas vermeinen, ist der zentrale Gedanke Husserls, die sogenannte Intentionalität. (Die Thematik lässt sich analog vielleicht am Beispiel von Vexierbildern verdeutlichen: Siehe das nebenstehende Vexierbild als ein Beispiel dafür, wie das intentional Vermeinte zwischen zwei Bedeutungen umschlagen kann.)
Ähnlich wie beim Vexierbild ist der Stoff (griech. hýlê) unserer Wahrnehmung erst durch den intentionalen Akt als z. B. real, phantasiert, geträumt usw. gemeint. Das bedeutet, wir legen der Hyle einen Sinn bei. Nun bekommen nach Husserl z. B. die Gegenstände der Biologie ebenfalls einen Sinn beigelegt, z. B. „bewegt sich von selbst und reproduziert sich“. Die dahinter stehende Sinnhaftigkeit ist die sogenannte materielle Ontologie, die Husserl auch als regionale Ontologie bezeichnet. Nach Husserl sind diese regionalen Ontologien die Grundlage für die Wissenschaften, konstituieren sie doch erst den Gegenstandsinn der Themen der einzelnen Wissenschaften.
Wie kann es aber sein, dass wir im Schaufenster (s. o.) einmal eine Puppe sahen, ein andermal eine Person? Husserl würde sagen, dass wir beide Male eine Wahrnehmung hatten. Auch die Täuschung ist zunächst eine Wahrnehmung, die sich später als Täuschung herausstellt. Was sich verändert hat, ist nur die Sinnhaftigkeit, mit der wir die Aspekte unserer Wahrnehmung belegt hatten: unbelebtes Ding – Person. Damit es also Täuschungen geben kann, müssen wir offensichtlich den Gegenständen einen Sinn beilegen können, der sich allerdings auch wieder verändern kann. Ein zentraler Begriff in der Terminologie Husserls ist dabei die Abschattung. Gegenstände sind uns nie als ganze Einheit präsentiert, sondern zeigen sich uns nur in Seitenansicht. Nie haben wir die vollständige Perspektive auf sie, was letztlich der völligen Unwahrnehmbarkeit des Gegenstandes entsprechen würde. Voraussetzung der Wahrnehmung ist deshalb die Perspektive, die damit aber auch gleichzeitig die Verborgenheit der Sache ausmacht, mithin das Phänomen der Täuschung erst ermöglicht.
Die erkenntnistheoretische Pointe dieses Ansatzes besteht in der Auflösung der Aporie, die nach Husserl der Empirismus und der Rationalismus hinterlassen haben. Da ihre Anhänger sich in Abständigkeit dem Phänomen Welt nähern, die einen, indem sie eine äußere Welt annehmen, die anderen, indem sie sie als Produkt der Vernunft auffassen, gehen sie nicht streng dem Phänomen entsprechend vor. Würden sie dies tun, so Husserl, so würden sie feststellen, dass wir weder zuerst uns wahrnehmen und dann die Welt, noch zunächst die Welt und dann uns, sondern uns immer schon in der Welt gleichursprünglich erfahren. Diese Komplementarität von Welt und Bewusstsein beschreibt die Struktur der Intentionalität. Indem ich die Welt und die Dinge als objektiv intendiere (vermeine), erhalten sie ihre Unabhängigkeit von unserem Bewusstsein. Indem Husserl diese Struktur des Bewusstseins nachzeichnet, gelingt es ihm, über die klassischen Probleme der Erkenntnistheorie hinauszugehen. Methodisch geht Husserl in einer strengen, am Phänomen orientierten Deskription vor. Wichtige Aspekte sind dabei die Epoché und die Eidetische Reduktion:

### Epoché und eidetische Reduktion
Eidetische Reduktion: Der von Husserl vehement eingeforderte Weg „zu den Sachen“ führt über eine reflexive Schau ihres Wesens (εἶδος = die Schau/das Wesen). Die Betrachtung eines Gegenstands hat sich auf den reinen Bewusstseinsakt zu beschränken, indem sie konsequent auf alle Vor-Urteile verzichtet und somit „das Sein der Welt in Klammern“ schließt. Die Methode der Epoché (Enthaltung, Innehalten) kennzeichnet Husserl als „Aktenthaltung in Beziehung auf die Idee der Neutralität“. Dies erfordert die dreifache Enthaltsamkeit gegenüber subjektiven Einstellungen (emotionale Vormeinungen, Wortschatz, sog. Selbstverständlichkeiten), theoretischen Vorannahmen (formale Logiken, Hypothesen) und schließlich Traditionswissen (Intersubjektivität, Konvention, Dogmen). In einem zweiten Schritt (der transzendentalen eidetischen Reduktion) wird die Existenz des Gegenstandes insofern außer Betracht gelassen, dass sich nur die „Washeit“ zeige, also das, was der Gegenstand ist, sein Wesen.
Aus der Perspektive des transzendentalen Bewusstseins wird das Sein nur noch als Korrelat des Bewusst-Seins angesehen, also ohne Annahmen oder Urteile über das tatsächliche Sein oder Nicht-Sein der Bewusstseinsinhalte. Diese Methode nähert sich den Gedankenexperimenten von Descartes und Hobbes über die so genannte „Weltvernichtung“ (die Frage: Was bleibt erhalten, wenn es die physische Welt nicht mehr gäbe?). Damit ergibt sich aber auch sofort eines der größten Probleme der Phänomenologie. Husserl hatte nämlich den oben erwähnten Unterschied zwischen Bewusstseinsakt (Noesis) und Bewusstseins-Inhalt (Noema) angebracht. Dies entspricht einer Einteilung, die unterscheidet, was das Bewusstsein ist und was es bedeutet (denn nach Brentano ist das Bewusstsein immer intentional). Wie kann man aber sagen, dass die Inhalte des Bewusstseins noch Bedeutung haben, wenn jegliche Existenz ausgeklammert wurde? Husserl wollte die Existenz ausklammern, da die Objekte ihm zufolge das Bewusstsein transzendieren: wenn es sie gibt, so gibt es sie außerhalb des Bewusstseins selbst. Um Zugang zu den reinen Ideen gewinnen zu können, muss daher ihre Existenz ausgeklammert werden. Die Phänomenologie muss beantworten können, wann und wie es möglich sei, dass das Bewusstsein sich auf etwas „Bewusstsein-Transzendentes“ bezieht. Husserls Erklärung wird lauten, dass der Inhalt sehr wohl bewusstsein-transzendent sei, aber dass das Intendieren selbst bewusstsein-immanent sein müsse. Also wird etwas immer immanent intendiert, während es als bewusstsein-transzendent intendiert wird, weil es, wenn es existieren würde, außerhalb des Bewusstseins sein würde.

## Wirkungsgeschichte Husserls
Am Anfang der Wirkungsgeschichte der Phänomenologie steht die „Philosophische Gesellschaft Göttingen“, ein Diskussionsforum, in dem sich von 1910 bis 1920 u. a. Alexandre Koyré, Dietrich von Hildebrand, Theodor Conrad, Hedwig Martius (nach ihrer Heirat 1912 hieß sie Hedwig Conrad-Martius), Hans Lipps, Edith Stein, Roman Ingarden und Adolf Grimme um Husserl und Adolf Reinach scharten. Die Phänomenologie wurde zu einer der wichtigsten Strömungen der zeitgenössischen kontinentalen Philosophie. Die Soziologie profitierte von ihr vor allem durch Arbeiten von Alfred Schütz und später in ethnomethodologischen Forschungsansätzen. Die Phänomenologie beeinflusste die Werteethik als Wesensanalytik des Ethischen (Moritz Geiger, Hans Reiner, Max Scheler, Dietrich von Hildebrand), fand Eingang in die Psychologie (Alexander Pfänder) und die Rechtswissenschaften (Adolf Reinach). Das phänomenologische Denken hat die Entwicklung des Existenzialismus in Deutschland und Frankreich entscheidend geprägt und vorangetrieben. Es zieht sich entsprechend durch die wichtigsten Werke von Jean-Paul Sartre. Bei Maurice Merleau-Ponty stehen Wahrnehmung und Leib im Mittelpunkt des phänomenologischen Schaffens, bei Paul Ricœur Sprache und Gedächtnis. Besonders treu verfolgte Eugen Fink, ein ehemaliger Assistent Husserls, dessen Linie. Martin Heidegger hingegen, ebenfalls Assistent Husserls und einer der prominentesten Vertreter phänomenologischer Philosophie, entwickelte einen eigenen phänomenologischen Zugang, bei ihm spielt der Begriff des Seins die zentrale Rolle. Auch der tschechische Philosoph Jan Patočka ist zu nennen. Husserls Gedanken übten außerdem einen starken Einfluss auf Laura Perls aus, eine der Mitbegründerinnen der Gestalttherapie.

### Der Weg von Husserl zu Heidegger
Der Weg von Husserl zu Heidegger kann unter verschiedenen Gesichtspunkten betrachtet werden. Zentraler Aspekt ist aber sicherlich der Gedanke Heideggers und Vorwurf an Husserl, dass der Mensch selbst nicht in der phänomenologischen Epoché beschrieben werden könne, da, so Heidegger, gerade dann abgesehen werde von dem, was diesen ausmache: seine „Existenz“. Anhand von Sein und Zeit, Heideggers Hauptwerk und Husserl gewidmet, ist jedoch auszumachen, wie wesentlich die Methode der Phänomenologie für Heideggers Frage nach dem Sein ist. Heidegger bezeichnet das Phänomen als „das Sich-an-ihm-selbst-zeigende“, als das, was sich am Seienden selbst zeigt als das, was es ist: das Sein des Seienden. Daraus folgert er: „Ontologie ist nur als Phänomenologie möglich“. Ernst Tugendhat sieht den entscheidenden Entwicklungsschritt von Heideggers Phänomenologie darin, dass sie im Unterschied zu Husserl, der nur die „Gegebenheitsweisen der Gegenstände“ im Blick habe, die Sicht erweitere und „unter dem Titel Erschlossenheit und Lichtung nach der Möglichkeit der Dimension von Gegebenheit und Wahrheit als solcher“ frage.

### Hans Lipps’ Hermeneutik der Wirklichkeit
Während Husserl den Rückgang zu einem „transzendentalen Ego“ forderte, das zuallererst den konkreten Menschen konstituieren soll und Heidegger in Sein und Zeit seine existenziale Analytik des Daseins als Fundamentalontologie ausarbeitete, fragt Hans Lipps: „Inwiefern wird in der mannigfachen Bedeutung des Seienden gerade die Verfassung meiner Existenz Erfahrung?“ Für ihn gründet sich menschliche Existenz in der Auslegung der Wirklichkeit, ist Philosophie „verantwortliche Übernahme meiner selbst“.

### Max Schelers Wertethik
Max Scheler hatte einen methodischen Zugang zur Phänomenologie. Im Zentrum seines Denkens steht die materiale Werteethik, die er als einen besonderen Phänomenbereich im Sinne der phänomenologischen Methode beschreibt. Mit seiner Ethik wirkte er weit in die katholische Philosophie hinein, so bei Karol Wojtyła.

### Späte Überzeugungen Eugen Finks
Eugen Fink war langjähriger Assistent und Schüler Edmund Husserls und letztlich von Husserl selbst autorisierter Interpret der Phänomenologie. Umso bedeutsamer war Finks Rede auf dem phänomenologischen Kolloquium in Brüssel 1951. Hier verkündete er, dass der Husserlsche Ansatz nicht so voraussetzungslos sei, wie Husserl, und in der Folge auch er selbst, stets betont habe. Die Überlegungen über Erscheinung, Sein, Objekte, Gegenstand und Seiendes gingen der phänomenologischen Methode voraus und seien nicht deren Resultat.

### Die Phänomenologie im Denken Michel Foucaults
Michel Foucault war in seinen frühen Schriften stark durch die Phänomenologie, insbesondere durch Heidegger, beeinflusst. Erst in seinen genealogischen Schriften unterwirft er die Phänomenologie einer intensiven Kritik. Um 1954 beschäftigte Foucault sich mit der Phänomenologie, dem Marxismus und der Psychoanalyse, um ein anthropologisch-existenzielles Modell der „Geisteskrankheiten“ zu entwerfen.

### Phänomenologie der Wahrnehmung bei Maurice Merleau-Ponty
Maurice Merleau-Ponty (1908–1961) entwickelt die Phänomenologie weiter, wobei sich Anschlüsse und Abgrenzungen zu Husserl und Heidegger zeigen. Bei ihm rückt insbesondere die Leiblichkeit ins Zentrum. Dabei will er die klassischen Dichotomien (z. B. Subjekt und Objekt oder Leib und Seele) produktiv überwinden.

### Emmanuel Levinas und die Phänomenologie
Levinas entwickelte, sowohl von seiner jüdischen Tradition als auch von Martin Heidegger beeinflusst, eine Ethik, die sich vom Antlitz des Anderen leiten lässt. Da der Andere für Levinas niemals einzuholen, d. h. in seiner Totalität zu verstehen ist, geht von ihm ein Anspruch aus, der letztlich alles übersteigt. Interessant ist in diesem Zusammenhang der häufig gemachte Vergleich zwischen Martin Buber und Levinas. Obgleich beide in der jüdischen Tradition einen Teil ihrer Wurzeln haben, sieht Buber in dem Gegenüber ein prinzipiell Gleiches, während dieses für Levinas gerade das Ende jeder Ethik bedeuten würde.

### Phänomenologie und Ideologiekritik bei Jürgen Habermas
Indem Jürgen Habermas die Kritik Husserls am objektivistischen Selbstverständnis der Wissenschaften teilt, möchte er jedoch davor warnen, in einen anderen Objektivismus zu verfallen, der von den berechtigten erkenntnisleitenden subjektiven Interessen ablenkt.

### Weitere Positionen
Der springende Punkt der Phänomenologie sei die „Unmöglichkeit des Subjektes, definitive kognitive Aussagen über ein Objekt zu machen“, so Hans Ulrich Gumbrecht in seinem Beitrag „Die Aufgabe der Geisteswissenschaften heute“ von 2004.

## Zeitgenössische phänomenologische Theorien
Die Phänomenologie hat viele der gegenwärtigen philosophischen Strömungen beeinflusst. Dabei ist zu bemerken, dass vielfach gerade Philosophen, die sich kritisch zur Phänomenologie stellen, z. B. Michel Foucault und Jacques Derrida stark durch sie beeinflusst wurden.

### Phänomenologie des Fremden
Bernhard Waldenfels hat mit seiner responsiven Phänomenologie, die stark an Merleau-Ponty orientiert ist, eine Phänomenologie des Fremden entwickelt, in der das Fremde als nicht zu übersteigende Grenzregion beschrieben wird. Insbesondere in gesellschaftlich wichtigen Problemfeldern wie Gewalt, Fremde, Krankheit und Tod weist seine Phänomenologie Grenzen des Zugangs aus.

### Lebensphänomenologie
Die von Michel Henry (1922–2002) begründete radikale Lebensphänomenologie setzt sich von der klassischen Phänomenologie und auch noch vom frühen Merleau-Ponty insoweit ab, als sie das in der Welt Erscheinende nicht aus diesem selbst zu ergründen sucht, sondern auf ein ursprüngliches (Selbst-)Erscheinen transzendentaler Subjektivität im Leben zurückführt. Dabei lässt sich Henry v. a. von der Lehre einer inneren leiblichen Apperzeption bei Maine de Biran inspirieren.

### Strukturphänomenologie
Im kritischen Anschluss an Husserl und Heidegger sowie im Überstieg phänomenologischer Grundansätze von ‚Transzendentaler oder Horizont-Phänomenologie‘ bei Husserl und ‚Ontologischer oder Daseinsphänomenologie‘ bei Heidegger, entfaltet Heinrich Rombach mit der Genetischen oder Strukturphänomenologie eine ‚Phänomenologie der Je-Welten‘.

### Tiefenphänomenologie
Der Begriff Tiefenphänomenologie als Bezeichnung einer weiteren originären Variante der Phänomenologie wird sowohl von José Sánchez de Murillo als auch von Heinrich Rombach geltend gemacht. Sie geht – neben zahlreichen intensiven und nachhaltigen Impulsen, die Sánchez in den Jahren 1971 bis 1981 in Würzburg durch den Philosophen Heinrich Rombach erhalten hat – auf 1977 begonnene Forschungen im Bereich der deutschen Romantik – insbesondere Jakob Böhmes, Franz von Baaders und Schellings – zurück. Wichtig für die Tiefenphänomenologie war ebenso die Beschäftigung mit der Theologie Karl Rahners sowie den von Edmund Husserl, Martin Heidegger und Jean-Paul Sartre eröffneten phänomenologischen Forschungswegen. Von daher versucht die Tiefenphänomenologie, verborgene Grundbedingungen von Natur- und anthropologischen Phänomenen aufzudecken, deren Tiefenbedeutung für das Leben zu erhellen und sie den Menschen zu vermitteln.

### Neue Phänomenologie
Die Neue Phänomenologie ist eine von dem 1993 emeritierten Kieler Philosophieprofessor Hermann Schmitz eingeführte und maßgeblich entwickelte Variante der Phänomenologie. Insbesondere die Zusammenarbeit mit den Wissenschaftsgebieten Medizin und Psychologie ist für die Neue Phänomenologie von Bedeutung. Grundlage der Neuen Phänomenologie ist eine Wiederentdeckung der unwillkürlichen Lebenserfahrung ausgehend von dem, was jeder Mensch vortheoretisch, empraktisch mit seinem eigenen Leib wahrnimmt.
Der Philosoph und Schüler von Schmitz Guido Rappe hat die Ansätze der Neuen Phänomenologie in Teilen aufgegriffen und weiterentwickelt. Als wesentliche Erweiterung ist die systematische Behandlung der biografischen Dimension des Leibes zu sehen, die sich bei Schmitz nur in Ansätzen findet.

### Bildphänomenologie
Bereits bei Edmund Husserl findet sich in Paragraph 111 der Ideen I (1913) sowie weitaus ausführlicher in den Vorlesungen zu Bildbewußtsein, Phantasie und Erinnerung (1980), welche aus dem Nachlass veröffentlicht wurden, die einflussreiche Unterscheidung zwischen Bildträger, z. B. den realen Farben auf der Leinwand, dem Bildobjekt, also dem dargestellten Objekt, und schließlich dem Bildsujet, womit ein reales Vorbild außerhalb des Bildes gemeint ist. Eine wichtige Station in der Weiterentwicklung der Bildphänomenologie ist Jean-Paul Sartres umfangreiche Studie Das Imaginäre (1940), die – anders als Husserl – die Bilderfahrung als Sonderfall der Imagination und nicht der Wahrnehmung begreift. In neuerer Zeit grenzt Lambert Wiesings Konzeption vom Bildobjekt als artifizieller Präsenz ebenso scharf wie Sartre die bildliche Darstellung von der Physik ab. Weitere Impulse hat die Bildphänomenologie der Gegenwart etwa auch von Dieter Merschs Ästhetik des Performativen oder von Emmanuel Alloas Beschreibung des diaphanen Bildes erhalten.

### Wahrnehmungsphänomenologie
Die Wahrnehmungsphänomenologie ist teilweise mit der Phänomenologie selbst identisch, denn für Edmund Husserl ist die Wahrnehmung die fundamentale Gegebenheitsweise schlechthin. Als Klassiker der Wahrnehmungsphänomenologie gilt wohl Maurice Merleau-Ponty, der in seinem philosophischen Hauptwerk Phänomenologie der Wahrnehmung (1945) in kritischer Auseinandersetzung mit der ebenfalls phänomenologisch orientierten Gestaltpsychologie der Leiblichkeit des Wahrnehmungssubjekts in ihren wesentlichen Facetten auf den Grund gehen will. In jüngerer Zeit begreift Gernot Böhme im Anschluss an Hermann Schmitz die Betroffenheit des Wahrnehmenden von der Wahrnehmung und die Atmosphäre als primären Wahrnehmungsgegenstand. Lambert Wiesing spricht hingegen von einem Mich der Wahrnehmung, weil er nicht die Bedingungen der Möglichkeit, sondern die Folgen der Wirklichkeit der Wahrnehmung für den Wahrnehmenden selbst in den Mittelpunkt rückt. Jens Bonnemann untersucht in Das leibliche Widerfahrnis der Wahrnehmung: Eine Phänomenologie des Leib-Seele-Verhältnisses wiederum den leiblichen Widerfahrnischarakter, indem er diese pathische Dimension der Wahrnehmung von ihrer epistemischen und praktischen Dimension unterscheidet.

### Phänomenologie und analytische Philosophie
In der ersten Generation von Vertretern der Phänomenologie und der sog. Analytischen Philosophie bestanden teils wechselseitige Beziehungen, etwa zwischen Husserl und Gottlob Frege. Anders wird es bei Vertretern analytischer Philosophie, welche sprachanalytische Methoden zur Rekonstruktion von Aussagen ins Zentrum stellen, sei es die Orientierung an formalen Sprachen oder die Orientierung an der Umgangssprache. Ein zeitlich wie inhaltlich gemeinsamer Ursprung von Phänomenologie und Analytischer Philosophie ist, folgt man der Darstellung Michael Dummetts, die Kritik von Frege, Brentano und Husserl am Psychologismus. Gedanken sind nach Frege nicht zu analysieren mittels der Mechanik einzelner mentaler Operationen, sondern sind zeitunabhängige Objekte, die nicht in Verursachungsbeziehungen eintreten. Auch Bernard Bolzano, der u. a. in diesem Punkt von Husserl und Alexius Meinong rezipiert wurde, unterschied scharf zwischen Ideen bzw. Gedanken an sich selbst (objektiv) und dem subjektiven Bewusstsein von ihnen. Die Logik habe mit ersterem zu tun, während der Psychologismus forderte, sich an letzteres zu halten. 
In der Folge entwickeln sich aber beide Ansätze dergestalt auseinander, dass die meisten Vertreter der Phänomenologie die von einigen wichtigen Vertretern analytischer Philosophie vollzogene sprachanalytische Orientierung nicht teilten. Husserls deskriptive Wesenswissenschaft beansprucht dann etwa eine systematische „Analyse“ und „Deskription“ der in den „Richtungen des Schauens sich darbietenden Gegebenheiten“. Dagegen orientierten sich Vertreter normalsprachlicher Philosophie wie der späte Wittgenstein an dem Programm, das Wesen der Gegenstände durch Analyse des Gebrauchs darauf bezogener sprachlicher Ausdrücke („Grammatik“) zu bestimmen. Da sich Husserl ausdrücklich dagegen wandte, sich in der strengen Wissenschaft hin zu den „Sachen selbst“ von der „grammatischen Analyse“ gängeln zu lassen, galten diese Forschungsrichtungen lange Zeit als unvereinbar. 
Andere Autoren betonen aber auch Nähen beider Richtungen. So gebe es etwa bei Husserl und Heidegger ebenfalls eine Hinwendung zur Sprache und deren Gebrauch. J. L. Austin spricht 1956/57 von „linguistischer Phänomenologie“. Damit gemeint ist aber vor allem, wie beim späten Wittgenstein, eine „Orientierung am Sprachgebrauch, allerdings mit einem darüber hinausgehenden Realitätsanspruch für Fälle, in denen die Alltagssprache keine Worte findet und dann neue Worte ausbildet“. Die sprachanalytische Orientierung haben aber zu keiner Phase sämtliche analytische Philosophen geteilt. Insbesondere werden zentrale Themen, Termini und Herangehensweisen der klassischen Phänomenologie seit den 1970er Jahren auch in Teilen der analytischen Philosophie des Geistes aufgegriffen, darunter etwa der Ansatz bei der Perspektive der ersten Person für die Untersuchung der Intentionalität und phänomenalen Qualität von Bewusstseinszuständen und der Strukturen von Bewusstsein überhaupt. Derartige Forschungsprogramme werden seit der Jahrhundertwende teilweise als „analytic phenomenology“ bezeichnet (analytische Phänomenologie). Zu den wichtigsten Vertretern zählen Roderick Chisholm, Dagfinn Føllesdal, Jitendra Nath Mohanty, Hubert Dreyfus, Uriah Kriegel, David Woodruff Smith, Barry Smith.

### Postphänomenologie
Postphänomenologie bezeichnet Ansätze der gegenwärtigen Philosophie, die sich „mit der gelebten Wirklichkeit situierter Subjekte in der Spezifik ihrer materiellen, sozialen und technischen Umgebungen befassen“. Anders als in der traditionellen Phänomenologie werden nun die materiellen, technischen, politischen und historischen Bedingungen der Subjektwerdung thematisiert. Statt von einer gleichbleibenden Dimension von Erfahrung oder Praxis auszugehen, betont die Postphänomenologie die Vielfalt und Entwicklung der Subjekte, welche im abstrakten Begriff der „Situiertheit“ nicht zum Ausdruck gelangt. 
Im Mittelpunkt der älteren Postphänomenologie Don Ihdes steht das Verhältnis zwischen Mensch einerseits und technischen Artefakten andererseits. Artefakte vermitteln das Verhältnis des Menschen zur Welt und zu sich selbst, d. h. sie sind kulturelle Instrumente. Don Ihde hebt dabei im Gegensatz zu Husserl die Rolle der technisch vermittelten Wahrnehmung hervor (sog. Makroperzeption im Unterschied zur unmittelbaren sinnlichen Wahrnehmung, der Mikroperzeption) und betont die körperlichen Aspekte der Situiertheit, der die Reduktion der Welt auf zu lesende Texte vermeidet. Dabei unterscheidet er vier Formen der technischen Mediation: embodiment relations (etwa durch eine Brille), hermeneutic relations (z. B. durch Ablesen einer Uhr oder Interpretation von Geräteskalen), alterity relations (etwa im Dialog mit Künstlicher Intelligenz) und background relations (z. B. Klimaanlagen).
In neuerer Zeit fließen vor allem Erkenntnisse aus der postkolonialen Theorie oder der feministischen Theorie in die postphänomenologischen Ansätze ein. So versteht Johanna Oksala ihren feministischen Ansatz einer Synthese von Husserl und Foucault explizit als postphänomenologisch. Ähnliche Positionen finden sich bei Sara Ahmed.

### Phänomenologie des Selbstbewusstseins
Anders als noch in den Logischen Untersuchungen vertritt Edmund Husserl in den Ideen I eine egologische Auffassung des Bewusstseins: Die Intentionalität des Bewusstseins geht demzufolge von einem Ich aus, welches die Einheit aller Bewusstseinsakte darstellt. Insofern dieses Ich rein und transzendental ist, ist es der phänomenologischen Reduktion nicht unterworfen. So unterscheidet Husserl am Phänomen des Selbstbewusstseins einerseits zwischen dem „Erlebnisstrom“ und dem zum Erlebnisstrom notwendig dazugehörigen „reinen Ich des Erlebens“ als ein „notwendiges Dabei“.
Diese egologische Auffassung wird von Jean-Paul Sartre schließlich in Die Transzendenz des Ego kritisiert. Da das Ich für Sartre gerade nicht transzendental und daher kein Bewohner des Bewusstseins ist, handelt es sich vielmehr um ein intentionales und transzendentes Objekt, das wie jedes andere unter die phänomenologische Epoché fällt. Folgerichtig verteidigt Sartre eine nicht-egologische Konzeption, deren Grundlage eine phänomenologische Beschreibung des Selbstbewusstseins darstellt:

„[…]während ich las, gab es Bewußtsein von dem Buch, von den Romanfiguren; aber das Ich bewohnte dieses Bewußtsein nicht, welches nur Bewußtsein von dem Objekt und nicht-positionales Bewußtsein von sich selbst war […] es gab kein Ich im unreflektierten Bewußtsein.“

In der Einleitung von Das Sein und das Nichts von 1943 führt Sartre den Begriff des „präreflexiven Cogito“ ein. Um dem bekannten Problem eines infiniten Regresses zu entgehen, wird das präreflexive Cogito, das heißt das nicht-reflektierte Selbstbewusstsein, das sich selbst implizit und vor jeder setzenden Objektivierung gegenwärtig ist, von der reflexiven Selbsterkenntnis unterschieden, bei dem das reflektierte Bewusstsein zum erkannten Objekt des reflektierenden Bewusstseins wird. Sartre begreift das präreflexive Selbstbewusstsein auf die folgende Weise: Jedes setzende Bewusstsein von einem Gegenstand ist zugleich nicht-setzendes Bewusstsein von sich selbst, das heißt davon, setzendes Bewusstsein von einem Gegenstand zu sein. Diese These einer Präreflexivität des Selbstbewusstseins, wie sie sich vor allem bei Sartre findet, steht im Widerspruch zu einer aktuellen Hauptströmung des Philosophy of Mind, nämlich zu den so genannten Higher-Order-Theoretikern, für die das Selbstbewusstsein mit der Reflexion bzw. der Selbsterkenntnis zusammenfällt. 
In der Phänomenologie des Selbstbewusstseins von Lambert Wiesing wird die Annahme eines Ich als Bedingung der Möglichkeit von Selbstbewusstsein zurückgewiesen und stattdessen für ein Mich als Folge der Wirklichkeit von Selbstbewusstsein argumentiert. Um auch hier dem Problem der infiniten Selbstreflexion zu entgehen, bei der das erkennende immer auch ein erkanntes Bewusstsein sein muss, begreift Wiesing das Selbstbewusstsein als eine Teil-Ganzes-Relation: Das Mich des Selbstbewusstseins ist Teil eines Ganzen, und dieses Ganze ist das Bewusstsein. Um dem phänomenologischen Sachverhalt gerecht zu werden, dass man dem Bewusstsein von sich selbst nicht entkommen kann, wird ein doppeldeutiger Begriff eingeführt, der das Selbstbewusstsein als „Zumutung“ bestimmt: Zum einen ist das Selbstbewusstsein eine Zumutung, weil es dem Subjekt ungefragt auferlegt wird, und zum anderen weist der Begriff Zumutung auf den Umstand hin, dass einer Person irgendwie „zumute“ sein muss, wenn sie ein Selbstbewusstsein hat. Somit ist Zumutung nach Lambert Wiesing die aufgezwungene Stimmung.

## Phänomenologie in anderen Wissenschaften
In vielen Wissenschaften wird von einer phänomenologischen Grundhaltung gesprochen. Diese unterscheidet sich jedoch manchmal von der Phänomenologie Husserls und der Nutzung des Begriffes durch die nachfolgenden Philosophen, da Phänomenologie in dem oben genannten Sinne nicht bei der Beschreibung der bloßen Tatsachen stehen bleibt. Die meisten wissenschaftlichen Ansätze, die sich mit der Bezeichnung phänomenologisch versehen, greifen auf eine ursprünglichere Bedeutung des Begriffs Phänomenologie zurück; so führen sie zum Beispiel keine eidetische Reduktion durch. Dies darf jedoch nicht darüber hinwegtäuschen, dass in manchen Zweigen der Phänomenologie wie der klassischen Rechtsphänomenologie auch die ursprüngliche phänomenologische Methode erhalten bleibt.
Die Wortschöpfung phänomenologisch wird oft populärwissenschaftlich verwendet, dabei ist als Gegenstand zumeist das bloß Phänomenale gemeint. Das Phänomenale aber ist zunächst bloßer Schein, nicht die dahinter liegende Wirklichkeit, oder aber bloße Erscheinung, die auf ein nicht zu erkennendes physisches oder psychisches Sein verweist. Phänomenologie wird hier mit Phänomenalismus verwechselt, einer Position des frühen Positivismus, eine Spielart des subjektiven Idealismus, dessen Gegenspieler der Realismus ist. Die genaue Betrachtung der Intentionalität und der Epoché und ihrer Ergebnisse verdeutlichen den Unterschied zwischen beiden Positionen (siehe oben).

### Rechtsphänomenologie
Die Rechtsphänomenologie geht auf Edmund Husserl zurück und wurde vor allem durch den Rechtsphilosophen Adolf Reinach ausdifferenziert. Wilhelm Schapp, ebenfalls ein Schüler Husserls, führte zunächst das Werk Reinachs kritisch fort, entwickelte später jedoch eine eigene Geschichtenphänomenologie, die sich von Reinach abwandte. Sie, wie weitere Rechtsphänomenologen versuchten, auf Grundlage der Phänomenologie eine Antwort darauf zu finden, was Recht ist. Oder mit den Worten der Phänomenologie: Was das Wesen des Rechts ist. Die Rechtsphänomenologie hat vereinzelte Anhänger in Deutschland und in den Niederlanden, am stärksten ist sie jedoch in Italien und Spanien vertreten.

### Phänomenologisches Vorgehen in den Naturwissenschaften
Der „erste Blick“ auf das empirische Datenmaterial aus einem Forschungsvorhaben, die erste Phase einer systematischen wissenschaftlichen Arbeit, die Sichtung der Stoffsammlung wird häufig als Phänomenologie bezeichnet. Phänomenologisch meint hier meist, den Sachverhalt anhand seiner offenbaren Eigenschaften zu beschreiben. So wird ein Versuchsablauf möglichst ohne Zuhilfenahme von Theorien beschrieben (was natürlich nur bedingt möglich ist, da die Theorie selbst schon den Versuchsaufbau und Ablauf bestimmt), Tierverhalten nur beschrieben (vor dem Hintergrund einer Theorie der Biologie), aber möglichst nicht im Sinne menschlichen Verständnisses gedeutet, nur gesehen was passiert. Der Phänomenbegriff, der hier zu Grunde liegt, ist der der naturalistischen Erscheinung, wobei dieser allerdings eine tiefere, aber nicht unbedingt eine logisch-rational erfassbare Wahrheit zugrunde liegen kann.

### Phänomenologische Grundhaltung in therapeutischen Theorien
In Theorien humanistisch-psychotherapeutischer Richtungen wie Gestalttherapie, Gesprächstherapie oder Logotherapie und Existenzanalyse, steht die Phänomenologie häufig als erkenntnistheoretisches Werkzeug im Vordergrund. Neben Husserl werden auch Philosophen wie Martin Buber oder auch Phänomenologen wie Emmanuel Levinas genannt. Karl Jaspers begründete eine psychopathologische Phänomenologie. Gemeinsam ist allen Theorien die Vorsicht bezüglich schneller Interpretation, Theorien nicht verabsolutieren zu wollen, sondern immer dem konkreten Erfahrungsbereich des Alltags verbunden zu bleiben, sowie die Autonomie der Erfahrung des anderen zu achten. Damit betrachten sie die Phänomenologie allerdings nur als methodische Zugangsform. Dass Husserl sehr wohl Theorie betrieb und reflexive Deskriptionen durchführte, steht in diesen therapeutischen Verfahren nicht im Vordergrund. Die reflexive Schärfe und transzendentale Problematik werden in diesen Verfahren nicht thematisiert. Somit ist der phänomenologische Sprachgebrauch nur eingeschränkt phänomenologisch im Sinne Husserls, die theoretischen Grundbeziehungen zur Phänomenologie nur assoziativ.

### Phänomenologische Erziehungswissenschaft
Phänomenologische Erziehungswissenschaft beschäftigt sich theoretisch und empirisch mit Bildungs-, Lern- und Erziehungserfahrungen. Bildung wird als ein weltlich-sachlicher Begriff, Erziehung als ein sozialtheoretischer Begriff bestimmt und systematisch für die pädagogische Wissenschaft fruchtbar gemacht. Die traditionellen Theorien der Bildung und Erziehung (Bildungstheorie), wie sie in Deutschland von Wilhelm von Humboldt, Friedrich Schleiermacher, Johann Friedrich Herbart, Hegel entwickelt wurden, werden unter phänomenologischer Perspektive systematisch und empirisch neu dimensioniert. 
Seit über hundert Jahren ist sie eine etablierte Teildisziplin und ein eigenständiger Denk- und Forschungsstil in der Pädagogik. Neben Husserl und Heidegger nehmen zeitgenössischen Theorien vor allem auf Maurice Merleau-Ponty und Bernhard Waldenfels Bezug. Allen Ansätzen gemeinsam ist der deskriptive Zugang zur pädagogischen Erfahrung, der mit hermeneutischen und sozialwissenschaftlichen Methoden ergänzt wird. Dabei werden von Anfang an die Kernthemen der Phänomenologie Husserls – Zeit, Leib, Welt Anderer – systematisch mit der Praxis und Theorie von Bildung und Erziehung in Bezug gesetzt sowie die phänomenologische Methoden der Deskription und Reduktion kritisch aufgenommen und produktiv weiterentwickelt. Methodologische Probleme, die bei einer qualitativ gehaltvollen Beschreibung von pädagogischen Erfahrungen und Situationen auftreten, werden neu reflektiert. Standen in den Anfängen prinzipientheoretische und empirische Fragestellungen im Vordergrund (Aloys Fischer, Rudolf Lochner), fanden in der Zeit nach dem Zweiten Weltkrieg vor allem anthropologische (O.F. Bollnow), anthropologische und curriculare (Werner Loch), strukturphänomenologische (Heinrich Rombach), koexistenziale (Eugen Fink), existentialkritische (Egon Schütz) und lern-theoretische (Günther Buck) Zugänge weitere Verbreitung.
Aktuelle phänomenologische Zugänge bearbeiten Bereiche der Lebenswelt und der Fremdheit (Wilfried Lippitz), des Umlernens und der Leiblichkeit (Käte Meyer-Drawe), der Übung und der Aufmerksamkeit (Malte Brinkmann), des frühkindlichen Lernens (Ursula Stenger) und der ästhetischen Bildung (Kristin Westphal). Vertreter der phänomenologischen Erziehungswissenschaft finden sich in vielen Teildisziplinen: Allgemeine Pädagogik, Sozialpädagogik, Schulpädagogik und Fachdidaktik, Bildung der frühen Kindheit, Medienpädagogik.

### Betriebswirtschaftslehre
Die Innovationsmethode Design Thinking geht von einer allgegenwärtigen Beziehung zwischen Kognition und Handlung aus. Zur Problemerfassung und Entwicklung von Innovationen werden in Gruppen mit möglichst heterogenen Einflüssen durch einen mehrfach durchgeführten Prozess der Abstraktion und des Realitätsabgleichs nutzenorientierte Problemlösungen (auch für komplexe Probleme) gesucht. Das Design Thinking hat Einflüsse aus der Gestalttheorie und ähnelt in seiner Vorgehensweise dem ganzheitlichen Ansatz des Bauhauses.

### Phänomenologie der Religion
Die Phänomenologie der Religion analysiert das Problem der Religion anhand des Erlebnisses religiöser Erfahrung und verwendet dabei die Methode von Edmund Husserl, insbesondere im Hinblick auf die Konzepte der Epoché und der eidetischen Reduktion, um die Elemente der beobachteten Phänomengrundlagen zu erfassen. Die Phänomenologie der Religion unterstreicht auch die Notwendigkeit, das religiöse Phänomen und die Erfahrung von innen heraus zu verstehen, anstatt sie kausal zu erklären.

### Husserls Werke
- 1887: Über den Begriff der Zahl. Psychologische Analysen.
- 1891: Philosophie der Arithmetik. Psychologische und logische Untersuchungen.
- 1900: Logische Untersuchungen. Erste Teil: Prolegomena zur reinen Logik.
- 1901: Logische Untersuchungen. Zweite Teil: Untersuchungen zur Phänomenologie und Theorie der Erkenntnis.
- 1911: Philosophie als strenge Wissenschaft.
- 1913: Ideen zu einer reinen Phänomenologie und phänomenologischen Philosophie. Erstes Buch: Allgemeine Einführung in die reine Phänomenologie.
- 1923–24: Erste Philosophie. Zweiter Teil: Theorie der phänomenologischen Reduktion.
- 1925: Erste Philosophie. Erster Teil: Kritische Ideengeschichte.
- 1928: Vorlesungen zur Phänomenologie des inneren Zeitbewusstseins.
- 1929: Formale und transzendentale Logik. Versuch einer Kritik der logischen Vernunft.
- 1931: Méditations cartésiennes.
- 1936: Die Krisis der europäischen Wissenschaften und die transzendentale Phänomenologie: Eine Einleitung in die phänomenologische Philosophie.
- 1939: Erfahrung und Urteil. Untersuchungen zur Genealogie der Logik.
- 1952: Ideen II: Phänomenologische Untersuchungen zur Konstitution.
- 1952: Ideen III: Die Phänomenologie und die Fundamente der Wissenschaften.

### Einführungen und Übersichten
- Emmanuel Alloa, Emanuele Caminada und Thiemo Breyer (Hrsg.) Handbuch Phänomenologie. Tübingen 2023, ISBN 978-3-16-154560-3.
- Andreas Becke: Der Weg der Phänomenologie: Husserl, Heidegger, Rombach (= Boethiana. Band 36). Kovač, Hamburg 1999, ISBN 3-86064-900-0 (Dissertation Universität Hannover 1998, 241 Seiten).
- Ferdinand Fellmann: Phänomenologie zur Einführung (= Zur Einführung. Band 316). Junius, Hamburg 2006. (2., unveränderte Auflage 2009, ISBN 978-3-88506-616-3)
- Matthias Flatscher, Iris Laner u. a.: Neue Stimmen der Phänomenologie. Band 1: Die Tradition / Das Selbst (= libri virides 1.1), Verlag Traugott Bautz, Nordhausen 2011, ISBN 978-3-88309-638-4.
- Matthias Flatscher, Iris Laner u. a.: Neue Stimmen der Phänomenologie. Band 2: Das Andere / Aisthesis (= libri virides 1.2), Verlag Traugott Bautz, Nordhausen 2011, ISBN 978-3-88309-636-0.
- Karl-Heinz Lembeck: Einführung in die phänomenologische Philosophie. Wissenschaftliche Buchgesellschaft, Darmstadt 1994. (2., unveränderte Auflage. 2005, ISBN 3-534-18954-X)
- Christian Möckel: Einführung in die transzendentale Phänomenologie (= UTB für Wissenschaften. Band 2007). Fink, München 1998, ISBN 3-8252-2007-9.
- Dermot Moran: Introduction to Phenomenology. Routledge, London 2000. (2003, ISBN 0-415-18372-3)
- Guido Rappe: Einführung in die moderne Phänomenologie. Phänomen / Leib / Subjektivität. Projektverlag, Bochum 2018, ISBN 978-3-89733-443-4.
- Hans Rainer Sepp (Hrsg.): Edmund Husserl und die phänomenologische Bewegung. Zeugnisse in Text und Bild. Alber, Freiburg im Breisgau / München 1988, ISBN 3-495-47636-9.
- Elisabeth Ströker, Paul Janssen: Phänomenologische Philosophie. (= Handbuch Philosophie). Alber, Freiburg/München 1989, ISBN 3-495-47499-4.
- Helmuth Vetter (Hrsg.): Wörterbuch der phänomenologischen Begriffe. Meiner, Hamburg 2005, ISBN 3-7873-1689-2.
- Herbert Spiegelberg, The Phenomenological Movement: A Historical Introduction. 2 Bände. Nijhoff, The Hague 1960. (3. Auflage. 1982, ISBN 90-247-2535-6)
- Dan Zahavi: Phänomenologie für Einsteiger. (= UTB. 2395). Fink, Paderborn 2007, ISBN 978-3-8252-2935-1.
- Hans Rainer Sepp, Lester Embree (Hrsg.): Handbook of Phenomenological Aesthetics. (= Contributions To Phenomenology. Vol. 59). Springer, Dordrecht/Heidelberg/London/New York 2010, ISBN 978-90-481-2470-1.
- Bernhard Waldenfels: Einführung in die Phänomenologie (= UTB. Band 1688). Fink,  München 1992, ISBN 3-8252-1688-8.

### Buchreihen
- Orbis phaenomenologicus, hrsg. von Kah Kyung Cho[42] (Buffalo), Yoshihiro Nitta (Tokyo) und Hans Rainer Sepp (Prag). 1993 bis 2001 beim Verlag Karl Alber, Freiburg / München (8 Bände), seit 2002 bei Königshausen & Neumann, Würzburg. Die Bände einzeln im Katalog der Deutschen Nationalbibliothek. Die Reihe, von der bis 2010 über 50 Bände erschienen sind,  präsentiert in drei Abteilungen Denkansätze und Erträge der Phänomenologie, bestimmt ihre Positionen im Kontext anderer philosophischer Strömungen, diskutiert Aporien des phänomenologischen Denkens und führt die phänomenologische Sachforschung weiter. Die  „Perspektiven“ widmen sich Sachthemen und behandeln wichtige Autoren und Forschungszentren der Phänomenologie. Die „Quellen“ versammeln Primärtexte und erschließen dokumentarisches Material zur internationalen Phänomenologischen Bewegung. Die „Studien“ legen aktuelle Forschungsergebnisse vor.
- Philosophie und Realistische Phänomenologie/Philosophy and Realist Phenomenology[43], herausgegeben von Rocco Buttiglione und Josef Seifert seit 1992. Universitätsverlag Winter, Heidelberg.
- Studien zur Phänomenologie und Praktischen Philosophie. herausgegeben von Christian Bermes, Hans-Helmuth Gander, Lore Hühn und Günter Zöller. Ergon Verlag, Würzburg/Baden-Baden 2006 ff.
- Phänomenologie. Texte und Kontexte. 1997 bis 2001 herausgegeben von Karl-Heinz Lembeck, Ernst Wolfgang Orth und Hans Rainer Sepp. Seit 2006 herausgegeben von Jean-Luc Marion, Marco M. Olivetti und Walter Schweidler. Alber, Freiburg / München
- Philosophie, Phänomenologie und Hermeneutik der Werte[44], herausgegeben von Yvanka B. Raynova seit 2004. Peter Lang, Frankfurt am Main/Berlin/Bern/Bruxelles/New York/Oxford/Wien.
- Phänomenologische Erziehungswissenschaft. Seit 2015 bei Springer VS,[45] herausgegeben von Malte Brinkmann, Wilfried Lippitz und Ursula Stenger.

### Wirkungsgeschichte Husserls
- Andreas Becke: Der Weg der Phänomenologie – Husserl, Heidegger, Rombach. Hamburg 1999, ISBN 3-86064-900-0.
- Hans Rainer Sepp (Hrsg.): Metamorphose der Phänomenologie. Dreizehn Stadien von Husserl aus. Verlag Karl Alber Freiburg i. Br. / München 1999, ISBN 3-495-47855-8 Liber amicorum für Meinolf Wewel.

### Internationale Verbreitung
- Yoshihiro Nitta (Hrsg.): Japanische Beiträge zur Phänomenologie. Karl Alber, Freiburg i. Br. / München 1984, ISBN 3-495-47556-7.
- Kah Kyung Cho, Seon Sook Hahn (Hrsg.): Phänomenologie in Korea. (= Orbis phaenomenologicus, Perspektiven. Band 1). Karl Alber, Freiburg i. Br. / München 2001, ISBN 3-495-47899-X.
- Javier San Martin (Hrsg.): Phänomenologie in Spanien. (= Orbis phaenomenologicus, Perspektiven. Band 10). Königshausen & Neumann, Würzburg 2005, ISBN 3-8260-3132-6.
- Bernhard Waldenfels: Phänomenologie in Frankreich. Suhrkamp, Frankfurt am Main 1987.
- Rolf Elberfeld: Phämenologie der Zeit im Buddhismus. Methoden des interkulturellen Philosophierens. 2. Auflage. Verlag Frommann Holzboog, Stuttgart-Bad Cannstatt 2010, ISBN 978-3-7728-2227-8 Elberfeld diskutiert Texte zum Zeit-Phänomen von vier Denkern aus Indien, China und Japan
- Hans-Dieter Gondek, László Tengelyi: Neue Phänomenologie in Frankreich. Suhrkamp, Frankfurt am Main 2011, ISBN 978-3-518-29574-8.

### Phänomenologie und analytische Philosophie
- Shaun Gallagher, Dan Zahavi: The Phenomenological Mind: An Introduction to Philosophy of Mind and Cognitive Science. Routledge, New York 2008, ISBN 978-0-415-39122-1. A. Beavers: Review. (faculty.evansville.edu (Memento vom 17. Mai 2017 im Internet Archive) PDF; 103 kB)
- Terence Horgan, J. Tienson, M. Potrč (Hrsg.): Origins: The Common Sources of the Analytic and Phenomenological Traditions. In: Southern Journal of Philosophy. Memphis Tenn 40.2003. ISSN 0038-4283
- Wolfgang Huemer: The Constitution of Consciousness: A Study in Analytic Phenomenology, Routledge, New York 2005, ISBN 0-415-97129-2. Überarbeitung v. Diss. Toronto 2000.
- Geert Keil und Udo Tietz (Hrsg.): Phänomenologie und Sprachanalyse. Mentis, Paderborn 2006, ISBN 3-89785-244-6.
- Sean D. Kelly: The Relevance of Phenomenology to the Philosophy of Language and Mind. Garland Publishing, New York 2001.
- Gregory McCulloch: The Life of the Mind: An Essay on Phenomenological Externalism, Routledge 2003.
- Jitendra N. Mohanty: Transcendental Phenomenology: An Analytic Account. Basil Blackwell, Oxford and Cambridge, Massachusetts 1989, ISBN 0-631-16741-2.
- Daniel Schmicking, Shaun Gallagher (Hrsg.): Handbook of Phenomenology and Cognitive Science. Springer 2009, ISBN 978-90-481-2645-3.
- David Woodruff Smith: Mind world: essays in phenomenology and ontology, Cambridge University Press 2004, ISBN 0-521-53973-0.
- David Woodruff Smith, Amie L. Thomasson (Hrsg.): Phenomenology and Philosophy of Mind. Oxford University Press, Oxford/New York 2005, ISBN 0-415-39122-9. S. Gallagher: Review.
- Amie L. Thomasson: Phenomenology and the Development of Analytic Philosophy. In: Southern Journal of Philosophy. [Memphis Tenn.] 40 (2003), S. 115–142. ISSN 0038-4283

### Rechtsphänomenologie
- Sophie Loidolt: Einführung in die Rechtsphänomenologie Mohr Siebeck, Tübingen 2011, ISBN 978-3-16-150706-9.
- Kai Purnhagen: Grundlagen der Rechtsphänomenologie – Eine kritische Darstellung der Rechtsphänomenologie von Adolf Reinach und Wilhelm Schapp zu den apriorischen Grundlagen des Privatrechts. Jura 2009, S. 661.
- Kai Purnhagen: The Architecture of Post-National European Contract Law from a Phenomenological Perspective – A Question of Institutions. Amsterdam Law School Research Paper No. 2011-25; Centre for the Study of European Contract Law Working Paper Series No. 2011-11; Post-National Rulemaking Working Paper Series No. 2011-01 2009, verfügbar unter ssrn.com

### Phänomenologische Erziehungswissenschaft
- Wilfried Lippitz: Phänomenologische Forschungen in der deutschen Erziehungswissenschaft. In: W. Lippitz (Hrsg.): Differenz und Fremdheit. Phänomenologische Studien in der Erziehungswissenschaft. Lang, Frankfurt am Main 2003, ISBN 3-631-50629-5, S. 15–42.
- Malte Brinkmann (Hrsg.): Erziehung. Phänomenologische Perspektiven. Königshausen & Neumann. Würzburg 2010, ISBN 978-3-8260-4257-7.
- Egon Schütz, Malte Brinkmann (Hrsg.): Existentialkritische Pädagogik. Phänomenologische Schriften zur anthropologischen Praxis von Bildung, Kunst, Sprache und Humanismus. Springer VS, Wiesbaden 2017, ISBN 978-3-658-14509-5.
- Malte Brinkmann, Sales Severin Rödel, Marc Fabian Buck (Hrsg.): Pädagogik – Phänomenologie; Verhältnisbestimmungen und Herausforderungen. Wiesbaden 2017, ISBN 978-3-658-15742-5.
- Malte Brinkmann (Hrsg.): Phänomenologische Erziehungswissenschaft von Ihren Anfängen bis heute. Eine Anthologie. Springer VS, Wiesbaden 2018, ISBN 978-3-658-17082-0.
- Malte Brinkmann, Johannes Türstig, Martin Weber-Spanknebel (Hrsg.): Leib – Leiblichkeit – Embodiment. Pädagogische Perspektiven auf eine Phänomenologie des Leibes. Springer VS, Wiesbaden 2019, ISBN 978-3-658-25517-6.
- Günther Buck, Malte Brinkmann (Hrsg.): Lernen und Erfahrung. Epagoge, Beispiel und Analogie in der pädagogischen Erfahrung. Springer VS, Wiesbaden 2019. ISBN 978-3-658-17098-1.
- Wilfried Lippitz: Phänomene der Erziehung und Bildung. Phänomenologisch-pädagogische Studien. Springer VS, Wiesbaden 2019, ISBN 978-3-658-24187-2.
- Malte Brinkmann (Hrsg.): Verkörperungen. (Post-)Phänomenologische Untersuchungen zwischen erziehungswissenschaftlicher Theorie und leiblichen Praxen in pädagogischen Feldern. Springer VS, Wiesbaden 2019, ISBN 978-3-658-27491-7.

### Zeitschriften
- Phänomenologische Forschungen. Phenomenological Studies / Recherches phénoménologiques. Band 1 (1975. Phänomenologie heute) bis Band 30 (1996. Die Freiburger Phänomenologie) hrsg. von Ernst Wolfgang Orth im Auftrag der Deutschen Gesellschaft für phänomenologische Forschung (DGPF). 1996 bis 2000: Neue Folge 1 bis 5 hrsg. von Ernst Wolfgang Orth und Karl-Heinz Lembeck i. A. der DGPF. Alber, Freiburg / München, ISSN 0342-8117 – Ab 2001 hrsg. von Karl-Heinz Lembeck, Karl Mertens und Ernst-Wolfgang Orth unter Mitwirkung von Julia Jonas i. A. der DGPF. Meiner, Hamburg, ISSN 0342-8117
- Bulletin d’analyse phénoménologique. Liège 1.2005ff. ISSN 1782-2041
- Studia Phaenomenologica. Humanitas, Bucharest 1.2001ff. ISSN 1582-5647
- Journal Phänomenologie
- Journal of the British Society for Phenomenology  Print ISSN 0007-1773 Online ISSN 2332-0486
- Études phénoménologiques – Phenomenological Studies  Print ISSN 0773-7912 Online ISSN 2033-656X
- Horizon. Studies in Phenomenology Print ISSN 2226-5260 Online ISSN 2311-6986

### Weiterführendes
Philosophiebibliographie: Phänomenologie – Zusätzliche Literaturhinweise zum Thema